# 羽唇兰
羽唇兰（学名：Ornithochilus difformis）为兰科羽唇兰属下的一个种。